# Porsche Panamera
Porsche Panamera este un vehicul de lux de dimensiuni complete (segmentul-F în Europa) fabricat de producătorul german de automobile Porsche. Are motorul în față și tracțiune pe spate, fiind disponibile și versiuni cu tracțiune integrală.
Versiunea de producție a Porsche Panamera a fost dezvăluită la cea de-a 13-a ediție a Salonului Internațional Auto Shanghai din Shanghai, China, în aprilie 2009. În 2011, versiunile hibride și diesel au fost lansate. În aprilie 2013, a fost anunțat un facelift la Panamera, debutând din nou la Salonul Auto de la Shanghai. Un vehicul hibrid reîncărcabil, Panamera S E-Hybrid, a fost lansată pe piața americană în noiembrie 2013. Gama Panamera a primit un nou design în 2016.

## Legături externe
- Porsche Panamera official microsite Arhivat în 11 mai 2011, la Wayback Machine.
- 2010 Porsche Panamera article at LeftLaneNews.com
- "The most expensive Panamera almost tops 200,000 Euros"—Porsche Panamera article at AutoEvolution.com